# Euphorbia bazargica
Euphorbia bazargica är en törelväxtart som beskrevs av Iuliu Prodan. Euphorbia bazargica ingår i släktet törlar, och familjen törelväxter. Inga underarter finns listade i Catalogue of Life.